# StEG 36.5
Die Dampflokomotivreihe StEG 36.5 war eine Schnellzug-Schlepptenderlokomotivreihe der österreichisch-ungarischen Staatseisenbahngesellschaft (StEG).

## Beschreibung
Da die Zuggewichte stetig anwuchsen und die zweifach gekuppelten Maschinen der Reihe StEG 26 nicht mehr stark genug waren, ließ die StEG 14 Stück Schnellzuglokomotiven der Bauart 2C in der eigenen Lokomotivfabrik bauen. Die Vierzylinder-Verbund-Nassdampflokomotiven nach Bauart von Borries wurden 1902 (zehn Stück) und 1904 (vier Stück) geliefert. 
Die Maschinen wurden von der StEG als Reihe 36.5 eingeordnet und in Wien Ost stationiert. Sie lösten hier die Reihe 26 vor dem Orient-Express ab und bespannten Schnellzüge in den Relationen Wien–Pressburg und Wien–Brünn. Nach der Verstaatlichung der StEG 1909 erhielten sie bei den k.k. österreichischen Staatsbahnen (kkStB) die Reihenbezeichnung 109 und verblieben auf ihren angestammten Strecken.
Nach dem Ersten Weltkrieg kamen alle Maschinen als Reihe 109 zur BBÖ, die die letzten 1934 ausschied. Sie wurden in den 1920er Jahren zeitweise vor Personenzügen auf der Westbahn eingesetzt.